# ريو دو أويستي
ريو دو أويستي بلدية في ولاية سانتا كاتارينا في المنطقة الجنوبية من البرازيل.